# Цуен Ван
Цуен Ван (荃灣) град је Кини у покрајини Hongkong. Према процени из 2009. у граду је живело 267.092 становника.

## Становништво
Према процени, у граду је 2009. живело 267.092 становника.
| 1990.   | 2000.   | 2009    |
| ------- | ------- | ------- |
| 271.576 | 275.527 | 267.092 |